# Стад Шабан-Делмас
Стад Шабан-Делмас је стадион у Бордоу, у Француској, на коме игра рагби тим Бордо бегл. Стадион је добио назив по политичару, који је био градоначелник Бордоа. ФК Бордо је дуго играо на овом стадиону, све до 2015. Стад Шабан-Делмас је био један од стадиона на коме су се играле утакмице светског првенства у рагбију 2007., светског првенства у фудбалу 1938., и светског првенства у фудбалу 1998. Овај стадион има капацитет од 34.649 седећих места. 